# Icona Pop (álbum)
Icona Pop é o álbum de estreia da dupla sueca homônima. Foi lançado no dia 14 de novembro de 2012 pela gravadora TEN Music Group, lançando o single de sucesso "I Love It" que esteve presente no segundo álbum da dupla, This Is... Icona Pop. O álbum ficou na 55ª posição no Swedish Albums Chart.

## Faixas
| Edição padrão |                                                 |                |         |  |
| N.º           | Título                                          | Compositor(es) | Duração |  |
| 1.            | "Sun Goes Down" (part. Knocks, The e St. Lucia) |                | 3:15    |  |
| 2.            | "I Love It" (part. Charli XCX)                  |                | 2:35    |  |
| 3.            | "We Got The World"                              |                | 3:08    |  |
| 4.            | "Downtown"                                      |                | 2:36    |  |
| 5.            | "Ready For The Weekend"                         |                | 2:42    |  |
| 6.            | "Wanna B With Somebody"                         |                | 2:59    |  |
| 7.            | "Good For You"                                  |                | 3:35    |  |
| 8.            | "Manners"                                       |                | 3:31    |  |
| 9.            | "Top Rated"                                     |                | 2:59    |  |
| 10.           | "Lovers To Friends"                             |                | 2:59    |  |
| 11.           | "My Party" (part. Smiler)                       |                | 3:47    |  |
| 12.           | "Nights Like This"                              |                | 3:25    |  |
| 13.           | "Flashback"                                     |                | 2:47    |  |